# 小林幸一郎
小林　幸一郎（こばやし こういちろう、1968年2月11日 - ）は、東京都出身の日本のフリークライマー、パラクライマー。
視覚障害のある現役パラアスリートとして、障害者クライミング普及の社会活動、競技スポーツのパラクライミングの普及発展を担う。NPO法人モンキーマジック代表理事。日本パラクライミング協会共同代表。

## 経歴
1968年、東京都生まれ。16歳でフリークライミングと出会う。大学卒業後某旅行会社入社、アウトドアメーカーに転職。合計11年間企業人として務める。
1990年、大学卒業後旅行会社にて約3年間の営業職に就く。その後、米国アウトドアメーカー国内販社に転職。店舗スタッフ、顧客サービス部門のアウトドアガイドとして約8年勤務し、計11年間を企業人として過ごす。
1996年、「網膜色素変性症」という目の難病が発覚。「将来失明する」という医師からの告知。
2002年、米国の全盲登山家エリック・ヴァイエンマイヤーとの出会いから、障害者クライミング普及を目指す。
2005年、NPO法人モンキーマジックを設立。同年、アフリカ大陸最高峰キリマンジャロ登頂。
2013年、視覚障害リハビリテーション協会理事。
2018年、日本パラクライミング協会副会長。
2020年、日本パラクライミング協会共同代表。
現在、現役フリークライマーであり、NPO法人モンキーマジック代表、日本パラクラミング協会共同代表、視覚障害リハビリテーション協会理事を務める。障害者クライミングの普及や講演等で全国を駆け回る。

## 競技会の戦歴
- 2006年
  - 第１回パラカップ選手権（ロシア・エカテリンブルク） 視覚障害者男子で優勝
- 2011年
  - イタリア・アルコ開催 世界選手権 視覚障害者B2の部で優勝
- 2014年
  - スペイン・ヒフォン開催 世界選手権 視覚障害者B1の部で優勝
- 2016年
  - フランス・パリ開催 世界選手権 視覚障害者B1の部で優勝
- 2018年
  - オーストリア・インスブルック開催 世界選手権 視覚障害者B1の部で優勝
- 2019年
  - フランス・ブリアンソン開催 世界選手権 視覚障害者B1の部で優勝
- 2020年
  - 日本・神奈川県秦野市開催 2020年度パラクライミングジャパンシリーズ第1戦 視覚障害者B1の部で優勝

## 主な受賞歴
- 2015年 読売新聞社制定「第64回 日本スポーツ賞」の競技団体別最優秀賞
- 2018年 名古屋ライトハウス制定　片岡好亀賞
- 2018年 スポーツフォートゥモローコンソーシアム、「多様性を尊重する世界」項目にてスポーツ庁長官より感謝状授与

## 主なメディア出演歴
テレビドキュメンタリー
- 2014年 NHK Eテレ「ハートネットTV・ブレイクスルー自分の壁をのぼる」
- 2015年 テレビ東京「スポーツがあったから「東北復興物語」」
- 2016年 NHK　Eテレ「道徳教材番組　オン・マイ・ウェイ！　一歩踏み出すためには何が必要なんだろう？」
- 2017年 BSフジ 「一滴の向こう側　前・後編」
- 2017年 フジテレビ　「ザ・ノンフィクション ～ある日、視力を失って〜」
- 2018年 BS TBS　「アスリート夢共演　障害者アスリートと健常者アスリートが、２０２０へ、その先へ続く「夢」を共に語り合う　フリークライマー、野口啓代さんと対談」
- 2019年 BSイレブン　「ザ・チーム 勝ち負けの向こう側/限界のその先へ　視覚障害クライマー 小林幸一郎」
- 2019年 スカイA　「1 パラクライマー小林幸一郎の挑戦」
- 2020年 NHK WORLD 「DIRECT TALK Climbing for Diversity」

映画
- 2023年 「ライフ・イズ・クライミング!」

## 著書
- 「見えないチカラ　～視覚障害クライマーが見つけた明日への希望～」　アスペクト出版　2011年
- 「見えない壁だって、越えられる」　飛鳥新社　2015年